# Tibold Kregczy
Tibold Kregczy (wym. [tibold krɛɡtsi], ur. w 1889 w Nowej Wsi Spiskiej, zm. w 1959) – węgierski taternik, absolwent Uniwersytetu Techniczno-Ekonomicznego w Budapeszcie.
Był częstym towarzyszem wypraw Lajosa Rokfalusyego i Alfréda Grósza – nazywano ich spiskim trio. Poza Tatrami wspinał się także w Dolomitach. Podczas I wojny światowej został wzięty do niewoli rosyjskiej (1915), czego następstwem była praca budowniczego na Syberii. Potem dostał się do Chin, gdzie w Szanghaju założył fabrykę wody sodowej i olejarnię, które prowadził do 1946. Później wyjechał do Kalkuty.

## Osiągnięcia wspinaczkowe
- pierwsze potwierdzone wejście na Pośrednią Jaworową Turnię, z Grószem i Rokfalusym (1911)[2]
- pierwsze zimowe wejścia na Mały Lodowy Szczyt, Baranie Rogi i Czarny Szczyt, z Rokfalusym i Zoltánem Votiskym (1911)
- pierwsze przejście południowej ściany masywu Lodowej Kopy, wraz z Grószem i Rokfalusym (1912)
- pierwsze zimowe wejście na Żabiego Konia, z Grószem (1913)[1]